# Namazu Macula
Namazu Macula è una formazione geologica presente sulla superficie di Tritone, il principale satellite naturale di Nettuno; il suo nome deriva da quello di Namazu, un pesce che, nella mitologia giapponese, è in grado di provocare i terremoti.